# Vicariato apostólico de Macedonia

Mapa del valiato de Salónica

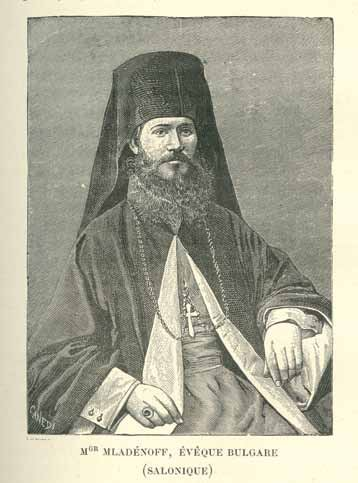
Lázaro Mladenoff, primer vicario apostólico

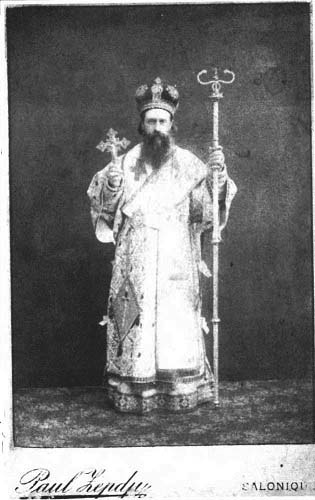
Epifanio Scianoff, segundo vicario apostólico

El vicariato apostólico de Macedonia (en latín: Vicariatus Apostolicus Macedoniaensis Bulgarorum y en búlgaro: Македонски български апостолически викариат) fue una sede episcopal suprimida de la Iglesia católica bizantina búlgara en el Imperio otomano.
Su territorio incluía el valiato de Salónica, que ocupaba las partes central y oriental de la actual Macedonia griega y la Macedonia de Pirin de Bulgaria. La sede del ordinario estaba en la iglesia de la Asunción en Tesalónica (hoy Salónica), pero su verdadero centro fue la ciudad de Kilkís, que fue la residencia episcopal desde 1910.

## Historia
Búlgaros greco-ortodoxos se habían adherido al catolicismo desde 1860, con una profesión de fe alabada y aprobada por el papa Pío IX, que había instituido un obispo en Constantinopla, Josif Sokolski, como administrador apostólico de los búlgaros uniatos que vivían en la parte europea del Imperio otomano. Aunque las perspectivas eran inicialmente brillantes, después del establecimiento del exarcado ortodoxo búlgaro independiente en 1870 muchos católicos búlgaros regresaron al seno de la ortodoxia, empobreciendo así a la incipiente Iglesia católica búlgara.
Debido al Tratado de Berlín (1878) todo el territorio de Macedonia quedó bajo el dominio otomano, como valiato de Salónica. Dado que el gobierno otomano quedó obligado a permitir más libertad para todas las denominaciones cristianas de la región, surgió una oportunidad para la reorganización de las instituciones religiosas de los católicos orientales locales de rito bizantino. 
El 12 de junio de 1883 la Congregación de Propaganda Fide erigió el vicariato apostólico de Macedonia, separado de la jurisdicción del vicariato apostólico búlgaro de Constantinopla. Tenía jurisdicción sobre los fieles greco-católicos búlgaros que vivían en la parte occidental del Imperio otomano europeo. Como primer vicario apostólico fue elegido el sacerdote búlgaro lazarista, Lázaro Mladenov, que fue ordenado el mismo día de la erección del vicariato apostólico. Inicialmente la misión de los búlgaros fue un éxito, tanto que en pocos años alcanzó la notable cifra de 30 000 fieles (o 60 000 según otras estadísticas), pero el fortalecimiento de la recién nacida Iglesia ortodoxa búlgara independiente del Patriarcado de Constantinopla desde 1870, con el apoyo económico de Rusia, llevó al acercamiento de muchos fieles greco-católicos a la ortodoxia.
En 1889 el vicariato apostólico tenía 18 sacerdotes búlgaros con algunos misioneros lazaristas. Los fieles eran 25 000 (en 1885 se estimaban en 60 000) distribuidos en 35 estaciones y 22 iglesias y 31 capillas. El vicariato apostólico también incluyó un seminario para la formación de sacerdotes en Salónica, con 50 seminaristas.
En 1905 unos 10 000 fieles estaban presentes en el vicariato apostólico en 16 iglesias en 20 pueblos. Los sacerdotes locales eran 30 y el seminario de Tesalónica tenía 49 seminaristas.
Los trastornos provocados por las guerras de los Balcanes de 1912 y 1913, la Primera Guerra Mundial y la guerra greco-turca (1919-1922) cambiaron sustancialmente la demografía de la región, provocando la huida de muchos católicos, que se refugiaron en Bulgaria. En 1912 el dominio otomano sobre Macedonia terminó y la región se dividió entre Grecia, Serbia y Bulgaria. De los macedonios, solo quedaban 6 asentamientos uniatas en Serbia: Gevgelija, Pirava, Stoyakovo, Bogdantsi, Moin y Palyurtsi, y el resto terminó como parte de Grecia. Kilkís y 40 aldeas búlgaras en la región de Kilkís, 15 en la región de Gevgelija y 12 en la región de Doyran fueron quemadas en junio de 1913 por las tropas griegas, y los habitantes que lograron escapar huyeron a Bulgaria. Los otros uniatos de las aldeas de Gorni y Dolni Todorak, Lelyovo, Rayanovo, Mezhdurek y Deli Hassan, Moin, Sehovo y Smol se vieron obligados a declararse griegos ortodoxos. Sólo quedaron pequeños núcleos uniatas en Enidje Vardar, Salónica y Yunchi. Bajo una fuerte presión, los uniatos locales se vieron obligados gradualmente a cambiar a la nacionalidad griega y a la religión ortodoxa. Por lo tanto, el vicariato en territorio griego fue liquidado: solo el obispo Epifanio y algunos sacerdotes permanecieron en Salónica, que fueron detenidos solo por protección por el consulado francés, pero fueron cada vez más presionados por las autoridades y la prensa, que pidieron su internamiento. Los uniatos restantes en Serbia también se vieron obligados a cambiar su nacionalidad y religión. 
De 1922 a 1926 los restos de los vicariatos apostólicos locales de Macedonia, Tracia y Constantinopla fueron suprimidos y reorganizados gradualmente. Las partes que permanecieron bajo los dominios griego y serbio se incorporaron a nuevas estructuras eclesiásticas para los católicos orientales. Partes del norte del vicariato apostólico que pertenecían a Yugoslavia fueron transferidos a la jurisdicción de la eparquía de Križevci, mientras que las partes orientales del vicariato apostólico, incluida la mayor parte del vicariato apostólico de Tracia se restableció como el exarcado apostólico búlgaro de Sofía el 25 de junio de 1926 (hoy eparquía de San Juan XXIII de Sofía), que así se convirtió en la única diócesis, cubriendo toda la Iglesia particular. Con esto dejó de existir el vicariato apostólico macedonio búlgaro.

## Episcopologio
- Lázaro Mladenov, C.M. † (12 de junio de 1883-8 de abril de 1895 renunció)
- Epifanio Šanov † (23 de julio de 1895-1922 o 1924 renunció)